# Unihoc
Unihoc est un équipementier sportif suédois fondé en 1972 à Göteborg, spécialisé dans le floorball. Unihoc est le premier fabricant mondial d'équipements de floorball. Le siège social est situé dans Unihoc Mölnlycke, en Suède, juste à l'extérieur de Göteborg et des bureaux sont présents à Stockholm en Suède, à Coire en Suisse et Greven en Allemagne.

## Historique
Unihoc a été lancé en 1972 par Carl Åke Ahlqvist à Göteborg, en 1972. Quelques années plus tôt, Carl Åke Ahlqvist, inventa le floorball en Suède, par l'importation de bâtons de hockey en plastique pour jouer à l'intérieur. Par cet homme, le floorball et Unihoc ont été lancés côte à côte, faisant d'eux, la première marque de floorball dans le monde.
Unihoc est le premier à sortir le bâton en kevlar du marché.
L'objectif pour les années à venir, est d'augmenter la connaissance du sport et s'efforcer de faire du floorball, un sport olympique. 